# 比绍夫罗达
比绍夫罗达（德語：Bischofroda，發音：[bɪʃɔfˈʁoːda]）是德国图林根州瓦特堡县的市镇，面积10.05平方千米，2023年12月31日人口为613人。